# Condado de Wells (Indiana)
O Condado de Wells é um dos 92 condados do estado americano de Indiana. A sede do condado é Bluffton, e sua maior cidade é Bluffton. O condado possui uma área de 959 km² (dos quais 1 km² estão cobertos por água), uma população de 27 600 habitantes, e uma densidade populacional de 0,19 hab/km² (segundo o censo nacional de 2000). O condado foi fundado em 1837.